# Tmarus cancellatus
Tmarus cancellatus là một loài nhện trong họ Thomisidae.
Loài này thuộc chi Tmarus. Tmarus cancellatus được Tord Tamerlan Teodor Thorell miêu tả năm 1899.